# Korb (Heraldik)
Der Korb ist in der Heraldik eine gemeine Figur und wird selten im Schild, aber öfter im Oberwappen dargestellt. Er ersetzt die Krone über dem Helm, liegt bindend auf der Helmdecke auf und dient hier zur Aufnahme von Blumen oder Federbüscheln, wie Pfauenfedern. Er wird auch zur Darstellung wachsender Tiere oder Menschen genutzt.
Der Korb kann mit und ohne Henkel sein. Die Tingierung erfolgt nach den heraldischen Regeln. Einfallslos wird er mit Braun tingiert. Der Korb kann leer oder gefüllt sein, was in der Beschreibung erwähnt werden muss.
Fälschlich wird bei der Wappenbeschreibung das Nest des Pelikans mit Korb beschrieben. Auch steht Korb für den Bienenkorb (Bienenstock), wenn neben der Biene als Wappentier dieser mit im Wappen ist. Im Schild ist er beispielsweise im Wappen von Kardinal Meisner.
Der Korb ist auch ein Attribut von Heiligen und so wird Bacchus damit gekennzeichnet. Auch die Heilige Elisabeth und die hl. Dorothea mit Blumen oder Früchten im Korb sollten an diesem erkennbar sein.
Die Gemeinde Korb hat einen goldenen Bienenkorb als redendes Wappen.
In der französischen Heraldik fand sich zur Zeit der napoleonischen Zeit  bei Städte dritter Ordnung ein Korb als „Klassifizierungszeichen“. So war im Schild eine rote linke Vierung mit silbernem, von einem fünfstrahligen Stern überhöhten „N“. Über dem Schild ein mit goldenen Ähren gefüllter goldener Korb, an dem rechts ein grüner Kranz von Oliven-, links von Eichenzweigen mit roten fliegenden Bändern hing.

Minnigerode (Adelsgeschlecht), Korb im Oberwappen
Wappen von Kardinal Meisner als Erzbischof von Köln.
Wappen von Kardinal Meisner als Bischof von Berlin.
Korb als redendes Wappen
Sand am Main ein Korb als Zeichen der Handwerkskunst Korbmacherei
Goldene Salzkörbe im Wappen vom Salzlandkreis